# Asa de Judá
Asa ou Asafe foi o terceiro rei de Judá após o cisma de Israel. Era filho de Abias e neto de Roboão e de Maaca que, por sua vez, era neta de Absalão. Reinou 41 anos sobre Judá em Jerusalém (911-870 a.C). Foi enterrado na Cidade de Davi.

## Combate à idolatria e ao paganismo

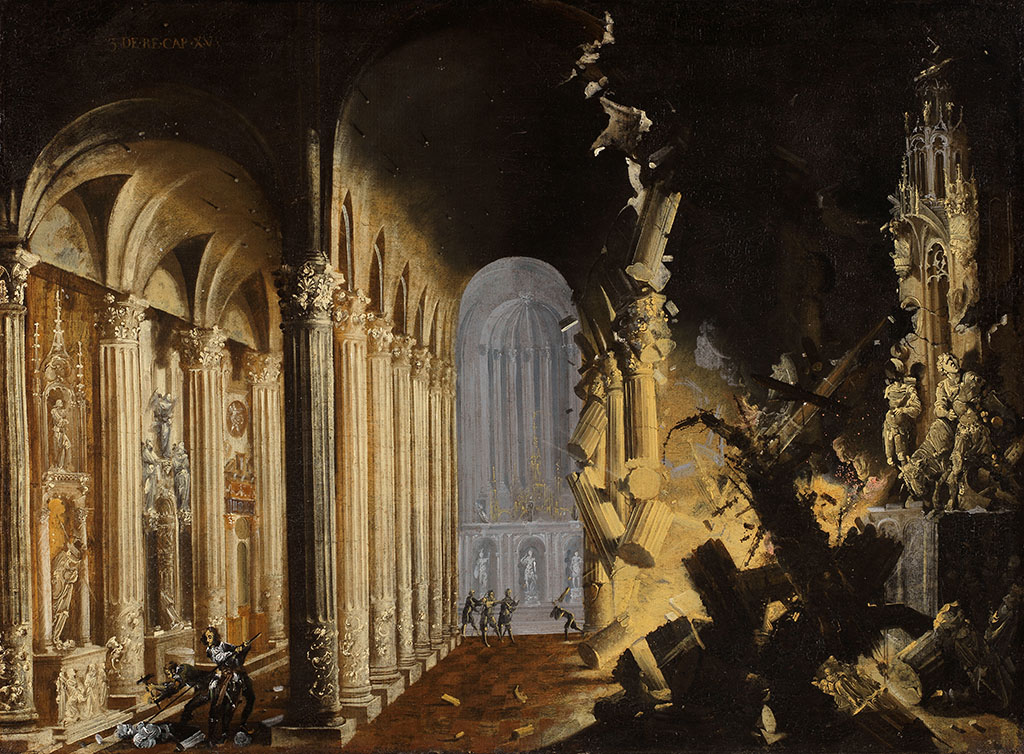
Óleo sobre tela, rei Asa destruindo os ídolos, por François de Nomé, século XVII

Durante seu reinado Asa foi exortado pelo profeta Azarias, filho de Odede, a conduzir o povo de maneira a observar os mandamentos divinos e a esforçarem-se na fidelidade para que houvesse uma grande recompensa da parte de Deus. Imbuído desta fé suprimiu o culto aos ídolos em Judá e acabou com a prostituição sagrada. Extirpou todo tipo de culto idólatra do Reino de Judá (apesar de não ter destruído os altos). Até mesmo a Rainha Maacá, mãe de Asa, foi deposta por estar envolvida com a idolatria.
Reunidas em Jerusalém as tribos de Judá e Benjamim, e alguns de Efraim, Manassés e Simeão, ofereceram sacrifício de 600 bois e seis mil ovelhas. Estabeleceram ainda que todo que não buscasse ao Deus de Israel, deveria ser morto.

## Planos de defesa e guerra
Durante o período em que a terra esteve em paz, o Rei Asa pôde edificar cidades fortificadas em Judá. Tal prevenção do Rei Asa permitiu que Judá prosperasse durante um longo período.
O Rei Asa tinha à sua disposição quinhentos e oitenta mil homens (trezentos mil de Judá, mais duzentos e oitenta mil de Benjamin) quando Zerá, o etíope saiu para a batalha com um milhão de homens e trezentos carros. Ante esta situação o Rei Asa orou: Oh SENHOR, nada para ti é ajudar, quer o poderoso quer o de nenhuma força. Acuda-nos, pois, oh SENHOR nosso Deus, porque em ti confiamos, e no teu nome viemos contra esta multidão. Oh SENHOR, tu és nosso Deus, não prevaleça contra ti o homem.
Judá, pela intervenção de Deus, venceu a batalha contra Zerá e ainda saqueou todas as cidades que estavam nos arredores de Gerar.

## Aliança com o Rei da Síria
No trigésimo sexto ano do seu reinado, Baasa, rei de Israel, subiu contra Asa e edificou a Ramá, a fim de obstruir a passagem para Judá. Com a intenção de evitar a guerra contra Israel, Asa enviou prata e ouro do Templo e da casa do próprio Rei para Benadade I, Rei da Síria, que habitava em Damasco. A oferta tinha como objetivo desfazer a aliança firmada entre os dois Reis (de Israel e da Síria) no projeto de construir Ramá, e de impedir o acesso a Judá. A aliança entre os Reis de fato foi rompida após a oferta e, com as pedras e as madeiras que Baasa estava utilizando para construir Ramá o Rei Asa edificou a Geba e a Mizpá.

## Repreensão e morte
Apesar de bem sucedido, o acordo do Rei Asa com Benadade I foi repreendido por Deus. O profeta Hanâni foi ao Rei para admoestá-lo severamente. As palavras do profeta foram tão mal recebidas pelo Rei Asa, que, indignado contra o profeta, lançou-o na casa do tronco. Neste período Asa não procedia mais da mesma maneira que no início de seu reinado, pois também nesse mesmo tempo o Rei Asa oprimiu alguns do povo.
No ano trinta e nove do seu reinado, Asa ficou doente dos pés; e era mui grave a sua enfermidade; e nem mesmo na enfermidade buscou a Deus, mas aos médicos. 
Morreu no ano quarenta e um do seu reinado.